# クランクレスプレス
クランクレスプレス（英語: crankless press）は、プレス機械の機械式プレスのうち、モーターの回転をスライドの往復運動に変換する機構にクランクを用いず、歯車と一体となった偏心板によってスライドを駆動するものをいう。

## 種類
- 単動クランクレスプレス　-　1個のスライドを駆動し、偏心板と一体になった主歯車によってスライドを動かすもの。
  - 一点クランクレスプレス　-　偏心板が1個のクランクレスプレスのこと。
- 複動クランクレスプレス
  - 複動一点クランクレスプレス
  - 複動二点クランクレスプレス
  - 複動四点クランクレスプレス
- 三動クランクレスプレス